# پترووو پوی (سینیتسا)
پترووو پوی (به صربی: Petrovo Polje) یک منطقهٔ مسکونی در صربستان است که در سینیتسا واقع شده‌است. پترووو پوی ۲۲ نفر جمعیت دارد.